# Relevé archéo-galactique pan-Andromède
Le relevé archéo-galactique pan-Andromède (Pan-Andromeda Archaeological Survey ou PAndAS en anglais) est un recensement astronomique à grande échelle utilisant l'Observatoire Canada-France-Hawaï.
Il recense la structure et le contenu de la galaxie d'Andromède et de sa voisine la galaxie du Triangle. Le recensement tente d'établir l'histoire de ces objets dans une démarche d'« archéologie galactique ».
Le projet est mené par Alan McConnachie de l'Institut Herzberg d'astrophysique (NRC-HIA). Il fait intervenir environ 25 chercheurs du Canada, de la France, des États-Unis, de l'Allemagne et de l'Australie.

## Découvertes
En janvier 2013, l'équipe de PAndAS annonce la découverte de nombreuses petites galaxies en rotation autour d'Andromède.